# Hypnosis Mic: Division Rap Battle
Hypnosis Mic: Division Rap Battle (ヒプノシスマイク-Division Rap Battle-?, Hipunoshisu Maiku: Division Rap Battle) è un progetto multimediale giapponese prodotto dalla King Records sotto la loro etichetta Evil Line Records. I personaggi sono stati progettati dalla Idea Factory sotto la loro etichetta Otomate, con Yuichiro Momose come sceneggiatore principale. Il progetto comprende 18 doppiatori ed è concentrato su battaglie rap, con i fan che votano per il loro team preferito. I CD si sono posizionati in alto sulle classifiche musicali mainstream e il franchise è cresciuto al punto da includere adattamenti manga, un gioco per il telefono, e un anime.

## Trama
Dopo la guerra, le donne hanno preso il comando del governo nel quartiere di Chuo e hanno vietato e distrutto ogni tipo di arma. Ciò ha indotto gli uomini a combattere battaglie rap usando gli Hypnosis Mic, i quali possono essere utilizzati per influenzare i nervi simpatici delle persone e cambiare il loro pensiero. Tuttavia, la leggendaria crew, The Dirty Dawg, si è divisa in quattro gruppi, ognuno dei quali rappresenta una quartiere di Tokyo in Giappone, e si è impegnato in battaglie territoriali usando il rap e gli Hypnosis Mic.

## Personaggi di Hypnosis Mic

### Buster Bros!!!
Buster Bros!!! è il rap team basato a Ikebukuro che consiste nei fratelli Yamada. Il loro leader è Ichiro Yamada, e le loro canzoni di gruppo sono "Ikebukuro West Game Park", "Good Morning, Ikebukuro" (おはようイケブクロ?, Ohayō Ikebukuro), e "Re:start!!!." Il loro colore ufficiale è il rosso.
Ichiro Yamada (山田 一郎?, Yamada Ichirō)
Doppiato da: Subaru Kimura
Stage Actor: Akira Takano
Ichiro usa il nome MC.B.B ("MC Big Brother"). Ha 19 anni ed è il più grande dei fratelli Yamada. È il leader dei Buster Bros!!! e faceva parte dei The Dirty Dawg. Le sue canzoni da solista sono "I am Ichiro" (俺が一郎?, Ore ga Ichirō) e "Break the Wall."
Jiro Yamada (山田 二郎?, Yamada Jirō)
Doppiato da: Haruki Ishiya
Stage Actor: Shōta Matsuda
Jiro utilizza il nome MC.M.B ("MC Middle Brother"). Ha 17 anni. Le sue canzoni da solista sono Sensenfukoku (センセンフコク?, Sensenfukoku) e "School of IKB."
Saburo Yamada (山田 三郎?, Yamada Saburō)
Doppiato da: Kōhei Amasaki
Stage Actor: Ryuto Akishima
Saburo utilizza il nome MC.L.B ("MC Little Brother"). Ha 14 anni e nonostante sia il più giovane dei fratelli Yamada, è estremamente intelligente. Le sue canzoni da solista sono "New Star" e "Requiem" (レクイエム?, Rekuiemu).

### Mad Trigger Crew
Mad Trigger Crew è il team di Yokohama e consiste in un mix di yakuza e militari. Il loro leader è Samatoki Aohitsugi. Le loro canzoni di gruppo sono "Yokohama Walker", "Shinogi (Dead Pools)", e "HUNTING CHARM." Il loro colore ufficiale è il blu.
Samatoki Aohitsugi (碧棺 左馬刻?, Aohitsugi Samatoki)
Doppiato da: Shintarō Asanuma
Stage Actor: Aran Abe
Samatoki usa il nome Mr. HC ("Mr. Hardcore"). Ha 25 anni ed è un membro di alta gamma della Famiglia Katen (火貂組?, Katengumi), un clan yakuza.
È il leader dei Mad Trigger Crew e un ex-membro dei The Dirty Dawg. Ha una sorella minore di nome Nemu. Le sue canzoni da solista sono "G Anthem of Y-CITY" e "Gangsta's Paradise."
Jyuto Iruma (入間 銃兎?, Iruma Jūto)
Doppiato da: Wataru Komada
Stage Actor: Kenta Mizue
Jyuto utilizza il nome 45 Rabbit. Ha 29 anni ed è un poliziotto corrotto. Le sue canzoni da solista "Bayside Smoking Blues" (ベイサイド・スモーキング・ブルース?, Beisaido Sumōkingu Burūsu) e "Uncrushable."
Rio Mason Busujima (毒島 メイソン 理鶯?, Busujima Meison Riō)
Doppiato da: Shinichiro Kamio
Stage Actor: Yūki Byrnes
Rio usa il nome Crazy M. Ha 28 anni ed è metà americano da parte di suo padre. È un ex-militare. Le sue canzoni da solista sono "What's My Name?" e "2DIE4."

### Fling Posse
Fling Posse è il team di Shibuya, composto da persone appartenenti al mondo dell'arte e dell'intrattenimento. Il loro leader è Ramuda Amemura, e le loro canzoni di gruppo sono "Shibuya Marble Texture (PCCS)", "Stella", e "Black Journey." Il colore ufficiale è il giallo.
Ramuda Amemura (飴村 乱数?, Amemura Ramuda)
Doppiato da: Yusuke Shirai
Stage Actor: Ryo Sekoguchi
Ramuda usa il nome Easy R. Ha 24 anni ed è il leader dei Fling Posse, oltre che un ex-membro dei The Dirty Dawg. È un fashion designer. Le sue canzoni da solista sono "Drops" e "Pink-Colored Love" (ピンク色の愛?, Pinku Iro no Ai).
Gentaro Yumeno (夢野 幻太郎?, Yumeno Gentarō)
Doppiato da: Soma Saito
Stage Actor: Takahisa Maeyama
Gentaro usa il nome Phantom. Ha 24 anni ed è uno scrittore. Le sue canzoni soliste sono "Scenario Liar" (シナリオライアー?, Shinario Raia) e "Calyx" (蕚?, Utena).
Dice Arisugawa (有栖川 帝統?, Arisugawa Daisu)
Doppiato da: Yukihiro Nozuyama
Stage Actor: Ryo Takizawa
Dice usa il nome Dead or Alive. Ha 20 anni ed è un giocatore d'azzardo. Le sue canzoni da solista sono "3＄EVEN" (スリーセブン?, Three Seven) e "SCRAMBLE GAMBLE."

### Matenro
Matenro (麻天狼?, Matenrō) è il team della zona di Shinjuku che consiste in personale medico e d'ufficio. Il loro leader è Jakurai Jinguji e le loro canzoni di gruppo sono "Shinjuku Style (Don't Make Us Laugh)" (Shinjuku Style～笑わすな～?, Shinjuku Style ~Warawasuna~), "The Champion", "Papillon", e "TOMOSHIBI". Il loro colore ufficiale è grigio. I Matenro sono stati i vincitori della Battle Season nel 2018.
Jakurai Jinguji (神宮寺 寂雷?, Jingūji Jakurai)
Doppiato da: Show Hayami
Stage Actor: Taiyo Ayukawa
Jakurai usa il nome ill-DOC. Ha 35 anni. È il leader dei Matenro e un ex-membro dei The Dirty Dawg. È un dottore. le sue canzoni soliste sono "Labyrinth Walls" (迷宮壁?, Meikyū Heki) e "You Are, Therefore I Am" (君あり故に我あり, Kimi Ari Yue Ni Ga Ari).
Hifumi Izanami (伊弉冉 一二三?, Izanami Hifumi)
Doppiato da: Ryuichi Kijima
Stage Actor: Hirofumi Araki
Hifumi usa il nome Gigolo. Ha 29 anni. È un host di mestiere. Le sue canzoni soliste sono "Champagne Gold" (シャンパンゴールド?, Shanpan Gorudo) e "Don't Stop the Party" (パーティーを止めないで, Pātī wo Tomenaide).
Doppo Kannonzaka (観音坂 独歩?, Kannonzaka Doppo)
Doppiato da: Kento Ito
Stage Actor: Kodai Miyagi
Doppo usa il nome Doppo (in romaji). Ha 29 anni. È dipendente di un'azienda farmaceutica. Ha una visione della vita molto pessimistica e il suo unico amico è Hifumi. Le sue canzoni da solista sono "Tigridia" (チグリジア?, Chiguridia) e "BLACK OR WHITE".

## Discografia
A partire dal 2017, ogni gruppo ha pubblicato un singolo introduttivo. Nell'aprile 2018 è iniziata la prima Battle Season e ogni prima edizione degli album delle Battle comprendeva una scheda di voto. I Mad Trigger Crew e i Matenro sono stati i finalisti della prima Division Battle. La vittoria è andata ai Matenro dopo la battaglia tenutasi a dicembre 2018. La division vincente ha inoltre pubblicato un album celebrativo intitolato The Champion, prodotto da Zeebra .
Nel 2019, la crew Bad Ass Temple di Nagoya ha debuttato con l'album Bad Ass Temple Funky Sounds, prodotto da Nobodyknows . La canzone "Sōgyaran Bam" è stata scritta da Diggy-Mo .

## Tour
- Hypnosis Mic: Division Rap Battle: 1st Live at Ikebukuro ( Animate Girls Festival 2017) (2017)[7]
- Hypnosis Mic: Division Rap Battle: 2nd Live at Shinagawa (2018)[8]
- Hypnosis Mic: Division Rap Battle: 3rd Live at Odaiba (2018)
- Hypnosis Mic: Division Rap Battle: 4th Live at Osaka (2019)

## Media

### Videogiochi
Il 9 settembre 2018, un gioco per smartphone intitolato Hypnosis Mic: Alternative Rap Battle è stato annunciato dall'azienda di sviluppo di videogiochi Idea Factory. Il gioco per smartphone doveva inizialmente essere rilasciato a dicembre 2019, ma è stato poi annunciato che sarebbe stato ritardato fino a marzo 2020 per migliorare la qualità dell'app. Kazui è il character designer per il gioco per smartphone, mentre Yuichiro Momose è lo sceneggiatore.

### Manga
L'adattamento manga ufficiale è diviso in quattro diverse sezioni:

#### Hypnosis Mic: Division Rap Battle: Before the Battle: The Dirty Dawg
Hypnosis Mic: Division Rap Battle: Before the Battle: The Dirty Dawg si concentra sugli ex membri della leggendaria crew The Dirty Dawg. La pubblicazione è iniziata su Shonen Magazine Edge di Kodansha il 17 dicembre 2018.Template:Graphic novel list/header
Template:Graphic novel list/footer

#### Hypnosis Mic: Division Rap Battle: Side BB e MTC
Hypnosis Mic: Division Rap Battle: Side BB & MTC, incentrato su Buster Bros!!! e Mad Trigger Crew, è stato serializzato nel mensile Shōnen Sirius di Kodansha dal 26 dicembre 2018 al 26 marzo 2020.

#### Hypnosis Mic: Division Rap Battle: Side FP & M
Hypnosis Mic: Division Rap Battle: Side FP & M, si concentra su Fling Posse e Matenro. La pubblicazione è iniziata nel Monthly Comic Zero Sum di Ichijinsha a partire dal numero di febbraio 2019.

#### Hypnosis Mic: Division Rap Battle: side DH e BAT
Hypnosis Mic -Division Rap Battle- side DH & BAT, che si concentra sulla divisione di Osaka Dotsuitare Hompo e sulla divisione di Nagoya Bad Ass Temple, ha iniziato la serializzazione nell'app Magazine Pocket di Kodansha l'8 aprile 2020.

### Spettacoli teatrali
Due spettacoli teatrali sono stati annunciati a settembre 2019. Entrambi gli spettacoli sono statu direttu da Gō Ueki e scritti da Shinjirō Kaneda. Il primo spettacolo, Hypnosis Mic: Division Rap Battle: Rule the Stage Track 1, era incentrato su Buster Bros!!! e Mad Trigger Crew, in programma dal 15 novembre al 1º dicembre 2019 a Tokyo. Il secondo spettacolo, Hypnosis Mic: Division Rap Battle: Rule the Stage Track 2, si concentra su Fling Posse e Matenro, e si è svolto nel secondo trimestre del 2020.

### Anime
Un adattamento anime del franchise intitolato Hypnosis Mic: Division Rap Battle: Rhyme Anima è stato annunciato il 4 dicembre 2019. È andato in onda per la prima volta negli USA dal 3 ottobre al 26 dicembre 2020.

## Opinione pubblica
"Hypnosis Mic: Final Battle" è stato uno dei trending topics su Twitter in Giappone durante il mese di novembre 2018. Nel 2018, Hypnosis Mic è stato l'account Twitter più seguito in Giappone in termini di engagement.
Fling Posse VS Matenro si è classificato al primo posto nella classifica degli album digitali di Oricon Weekly. Anche Mad Trigger Crew VS Matenro si è classificato al primo posto nella Oricon Weekly Digital Albums Chart durante la sua prima settimana di rilascio, ottenendo circa 8.000 download.
L'album di vittoria dei Matenro, The Champion, si è classificato al primo posto nelle vendite di album digitali su Oricon nella sua prima settimana di uscita, con circa 9.000 download.
Il numero di gennaio 2019 di Shonen Magazine Edge, dove Hypnosis Mic: Division Rap Battle: Before the Battle: The Dirty Dawg è stato pubblicato per la prima volta, inaspettatamente è andato esaurito dopo l'uscita del manga.

## Premi e nomination
| Anno | Premio            | Categoria       | Opera | Risultato | Rif (s) |
| ---- | ----------------- | --------------- | --- | --------- | ------- |
| 2019 | 13 ° Seiyu Awards | Premio di canto | style="text-align:center; background:#99FF99; vertical-align:middle" class="table-yes2"\|Vincitore/trice | [ 23 ]    |         |